# Тодор Беров
Тодор Беров е български актьор и телевизионен водещ.

## Биография
Роден е през 1991 г. в град София. През 2016 г. завършва НАТФИЗ „Кръстю Сарафов“ със специалност „Актьорско майсторство за драматичен театър“ през 2016 г в класа на проф. Стефан Данаилов и асистенти Росица Обрешкова и Сава Драгунчев. Състудент е на Павел Иванов, Рада Кайрякова, Севар Иванов, Евелин Костова, Теодор Христов, София Маринкова и други.

## Актьорска кариера
Беров е участвал в представленията „Столетие мое“ в Сатиричен театър „Алеко Константинов“, където си партнира със Стоянка Мутафова, „Възстановки“ в Театрална работилница „Сфумато“, „Буре барут“ в театър „Сълза и смях“, „Небесен отряд“ и „Ателие“ в Театър НАТФИЗ, Нощен гост в Младежки театър „Николай Бинев“, „Космически съобщения“, „Божан Петър и Павел“ и „Испанска афера“ в Драматичния театър в Ловеч и други.
В момента е водещ на прогнозата за времето в Българската национална телевизия.
Озвучава в масовката на анимационния сериал „АЛВИННН! и катеричоците“, излъчван по Nickelodeon, и записан в студио „Про Филмс“.

## Филмография
- „Под прикритие“ (2012) – Крадец
- „11А“ (2015) – Любо
- Leatherface (2017) – Бърт Хартман
- „Аванпостът“ (2019) – Закари Купс
- „Търси и унищожи“ (2020) – Ник

## Дублаж
- „АЛВИННН! и катеричоците“ – Други гласове